# Leonardo Pinzauti
Leonardo Pinzauti (Firenze, 17 novembre 1926 – Firenze, 19 novembre 2015) è stato un critico musicale italiano.

## Biografia
Fu avviato allo studio della musica all'età di 7 anni: studiò il violino con Vincenzo Papini e Sandro Materassi. Si è laureato in Lettere all'Università di Firenze con una tesi di storia della musica nella città di Firenze sotto la guida di Fausto Torrefranca, di cui divenne in seguito assistente. È stato violinista all'orchestra del Maggio Musicale Fiorentino e ha insegnato storia della musica al Conservatorio Luigi Cherubini di Firenze. Come giornalista è stato critico musicale de Il Nuovo Corriere, del quotidiano politico cattolico Giornale del Mattino (di cui fu anche direttore responsabile dal 1960 al 1963) e dal 1965 de La Nazione; è stato condirettore della Nuova Rivista Musicale Italiana, e dal 1993 al 1996 presidente dell'Associazione nazionale critici musicali.

## Opere
- Gli arnesi della musica, Vallecchi, Firenze, 1965
- Il Maggio Musicale Fiorentino dalla prima alla trentesima edizione. Firenze : Vallecchi, 1967
- Puccini: una vita. Firenze : Vallecchi editore, 1974, Nuova ERI (RAI), Torino, 1975
- La musica e le cose, Vallecchi, Firenze, 1977
- Musicisti d'oggi, venti colloqui, Nuova ERI (RAI), Torino, 1978, ISBN 883970048-X
- L'Accademia musicale chigiana : da Boito a Boulez. Milano : Electa, 1982
- Variazioni su un tema : ritratti di musicisti dal vivo e a memoria. Firenze : Passigli, 1991, ISBN 8836802060
- Storia del Maggio : dalla nascita della Stabile orchestrale fiorentina (1928) al festival del 1993. Lucca : Libreria musicale italiana, 1994
- Voglia di violino : cinquant'anni di musica in Italia; prefazione di Luigi Baldacci. Firenze : Passigli, 2000, ISBN 88-368-0671-6
- Adelmo Damerini : ancora nella musica; a cura di Carlo Damerini. Firenze : Edizioni del Poligrafico Fiorentino, 2006, ISBN 9788890249228
- Ritratti e voci di gente passata e articoli del Giornale del Mattino dal 1960 al 1963. Firenze : Polistampa, 2006, ISBN 8859600766
- Gente fuori casa e musica dopo Montebuoni. Firenze : Polistampa, 2011, ISBN 9788859610304